# Sundochernes malayanus
Sundochernes malayanus är en spindeldjursart som beskrevs av Beier 1963. Sundochernes malayanus ingår i släktet Sundochernes och familjen blindklokrypare. Inga underarter finns listade i Catalogue of Life.